# Amphi Festival
Das Amphi Festival ist ein seit 2005 in Nordrhein-Westfalen stattfindendes Musikfestival, das mit seinem breit gefächerten Programm ein heterogenes Publikum, darunter vor allem Anhänger der Alternative- und Schwarzen Szene, anspricht. Das Spektrum auftretender Künstler umfasst sowohl elektronische Spielarten wie Elektro und Future Pop als auch Rockmusik wie Neue Deutsche Härte oder Mittelalterrock. Zudem gibt es in der Nacht noch ein Disko-Programm. Weiterhin fanden bis 2014 Lesungen und Theateraufführungen statt. Bis 2012 war das Musikmagazin Orkus der offizielle Partner des Festivals.

## Geschichte

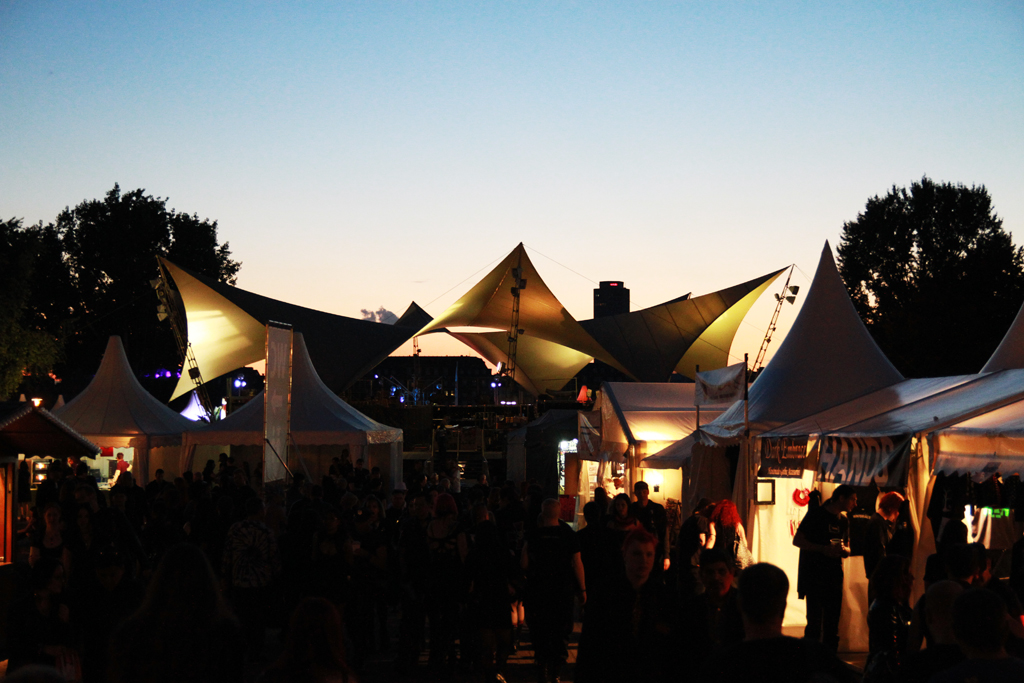
Blick auf den zentralen Brunnen des Tanzbrunnengeländes

Das erste Amphi Festival fand im namensgebenden Amphitheater in Gelsenkirchen statt, seit 2006 ist der Tanzbrunnen in Köln Veranstaltungsort des zweitägigen Festivals, wobei es im Jahr 2015 in die Lanxess Arena in Köln umgezogen ist, 2016 jedoch wieder zurück wechselte. An zwei Tagen finden Auftritte auf insgesamt drei Bühnen statt.
Zum neunten Amphi Festival wurde erstmals das Eröffnungsevent Call the ship to port angeboten, bei dem 1.111 Besucher am Freitag vor Festivalbeginn an einer Rheinfahrt mit der RheinMagie teilnahmen, und dort neben einem Klavierkonzert unter dem Motto Classics & Depeche auch exklusive Konzerte von Welle: Erdball und Covenant angeboten bekamen.

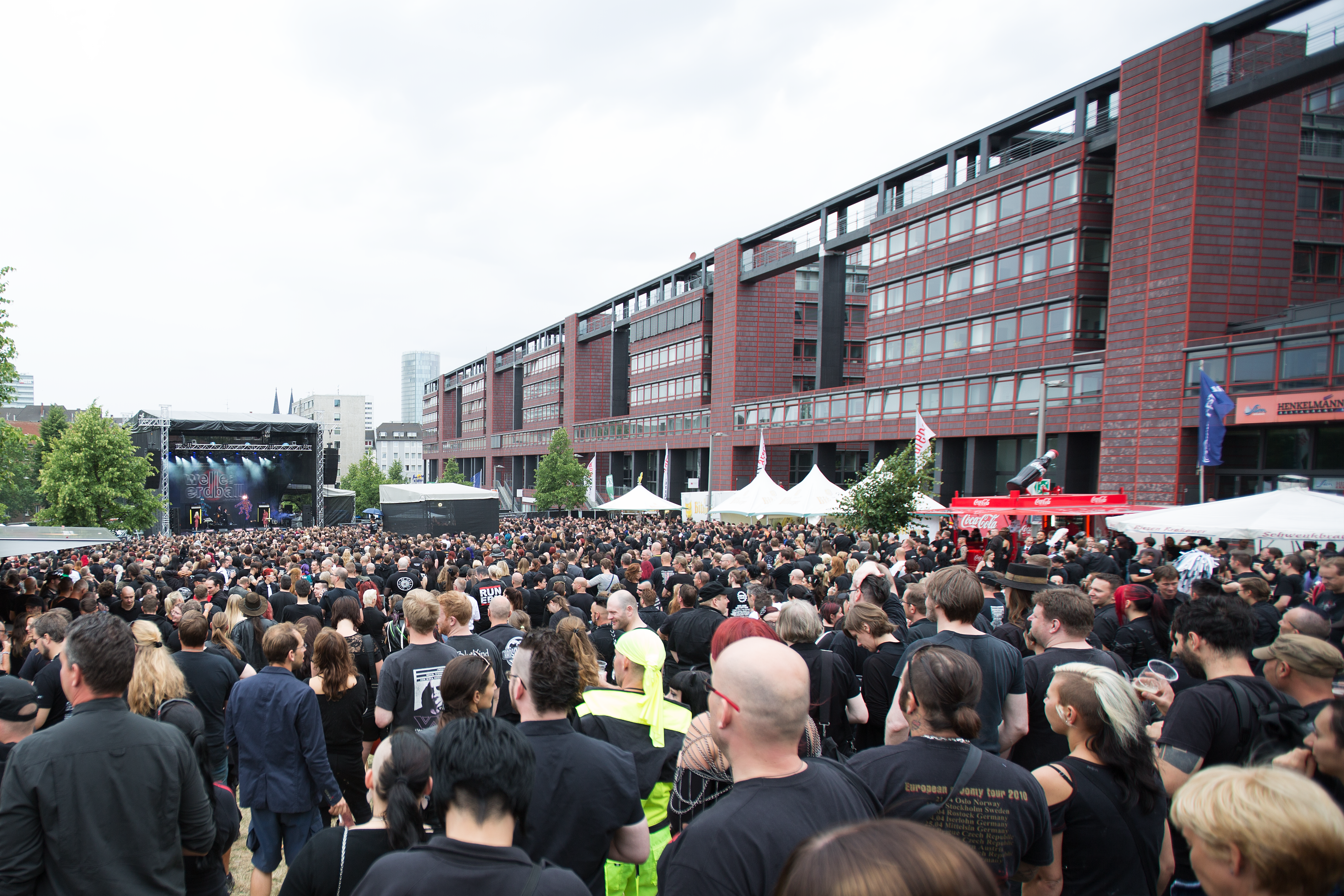
Blick auf die Green Stage des Lanxess Eventparks (2015)

2014 fand das zehnte Amphi Festival zum vorerst letzten Mal auf dem Tanzbrunnen-Gelände statt, mit 16.000 Besuchern pro Festivaltag war das zehnte Amphi Festival zum fünften Mal in Folge ausverkauft. Nach dem Festival kündigte der Veranstalter an, im Jahr 2015 in die Lanxess Arena umzuziehen. Als Grund für den Umzug wurden neben Kapazitätsgründen vor allem das Klima und die unbefriedigende Akustik im Staatenhaus genannt. Durch das Sturmtief Zeljko musste bei der Premiere in Köln der Außenbereich am ersten Festivaltag gesperrt sowie Bands in die Lanxess Arena verlegt oder ganz abgesagt werden. Am 3. März 2016 gab der Veranstalter bekannt, dass das Amphi Festival 2016 wieder auf das Gelände des Tanzbrunnens zurückkehrt. Durch die Rückkehr zum Tanzbrunnen, der jedoch mit dem Staatenhaus eine Bühne verloren hat, musste die Ticket-Zahl von 16.000 auf 12.000 reduziert werden. Die dritte Festivalbühne, neben der Open-Air- und der Indoor-Bühne, hat zum ersten Mal auf dem Party-Katamaran RheinMagie ihren Platz gefunden.